# Jeantaud, Linet et Lainé
Jeantaud, Linet et Lainé est un tableau peint par Edgar Degas en 1871. Il mesure 38 cm de haut sur 46 cm de large. Il est conservé au musée d'Orsay à Paris.
Il représente Charles Jeantaud (1840-1906), Pierre Linet et Edouard Lainé (1841-1888). 
Charles Jeantaud est un constructeur automobile. Ce tableau faisait partie de sa collection et sa veuve le légua au Louvre 1926.